# مقاطعة براون (كانساس)
مقاطعة براون (بالإنجليزية: Brown County)‏ هي إحدى المقاطعات في ولاية كانساس، الولايات المتحدة الأمريكية.